# Districtul Ku Kaeo
Ku Kaeo (în thailandeză กู่แก้ว) este un district (Amphoe) din provincia Udon Thani, Thailanda, cu o populație de 21.962 de locuitori și o suprafață de 181,2 km².

## Componență
Districtul este subdivizat în 4 subdistricte (tambon), care sunt subdivizate în 37 de sate (muban).
| Nr. | Nume         | În thailandeză | Sate | Locuitori |  |
| --- | ------------ | -------------- | ---- | --------- |  |
| 1.  | Ban Chit     | บ้านจีต          | 8    | 5,581     |  |
| 2.  | Non Thong In | โนนทองอินทร์     | 8    | 4,489     |  |
| 3.  | Kho Yai      | ค้อใหญ่          | 6    | 3,634     |  |
| 4.  | Khon Sai     | คอนสาย         | 15   | 8,258     |  |